# Maria Beinberg
Koordinaten: 48° 30′ N, 11° 14′ O

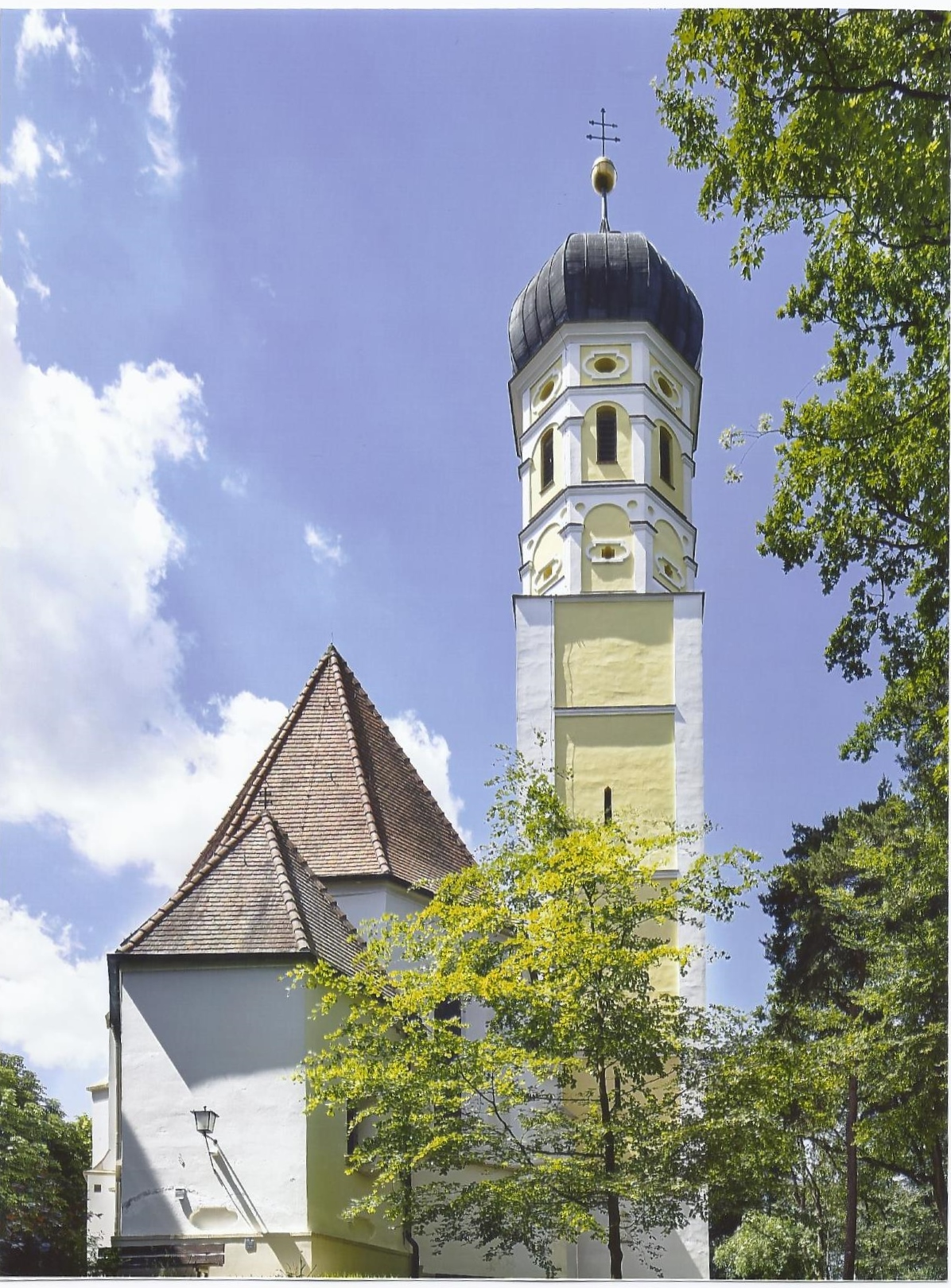
Maria Beinberg Wallfahrtskirche

Maria Beinberg ist ein oberbayerischer Wallfahrtsort mit Wallfahrtskirche nördlich von Gachenbach im Landkreis Neuburg-Schrobenhausen. Auf dem im Weilachtal gelegenen 501 m hohen Beinberg unterhält die Diözesanregion Altbayern ein Tagungshaus.

## Geschichte

Wappen der Gemeinde Gachenbach

Der kegelförmige Berg mit der darüber schwebenden Marienkrone bezieht sich auf die seit dem 16. Jahrhundert viel besuchte und weithin sichtbare Wallfahrtskirche Maria Beinberg, die der Mittelpunkt und das Wahrzeichen der 1978 aus den ehemals selbstständigen Gemeinden Gachenbach, Peutenhausen und Weilach gebildeten Gemeinde Gachenbach ist. Der „gache“ (steile) Berg ergibt in Verbindung mit dem für das Grundwort „-bach“ stehenden Wellenbalken im Schildfuß ein vollständig für den Gemeindenamen Gachenbach redendes Bild. Die Farben Silber und Blau im Wappen erinnern an die über Jahrhunderte prägende Landesherrschaft des Hauses Wittelsbach, das auch als Grundherrschaft (Kastenamt Aichach) von Bedeutung war.
Auf dem Beinberg stiftete ursprünglich Ritter Bernhard „der Preisser“ eine Kapelle. Leonhard von Gumppenberg und Eucharius von Ötting bauten die Kapelle zu einer Kirche aus. Die Weihe erfolgte am 7. Oktober 1500 zu Ehren der „Unschuldigen Kindlein“. Das Patrozinium wird an Maria Geburt (8. September) gefeiert. Nach 1520 entwickelte sich die Wallfahrt. Auch Pfalzgraf Ottheinrich pilgerte vor seiner Konversion regelmäßig auf den Beinberg. Ein Hauptgrund für eine Wallfahrt nach Maria Beinberg ist vielfach ein unerfüllter Kinderwunsch.
Von 1947 bis 2014 waren Mariannhiller Missionare (CMM) mit dem Dienst des Benefiziaten auf Maria Beinberg betraut. Der Wallfahrts-Kurat Pater Waldemar Regele baute die schlichte Holzhütte neben dem Benefiziatenhaus zur Gaststätte als Ort der Begegnung und leiblichen Stärkung um. Seit dem Weggang der Mariannhiller Missionare betreut die Pfarreiengemeinschaft Aresing – Weilach die Wallfahrt. Regelmäßig finden in Maria Beinberg die „Beinberger Gespräche“ statt.

## Wallfahrtskirche
Die Wallfahrtskirche ist eine barockisierte Saalkirche aus dem letzten Viertel des 15. Jahrhunderts. Im späten 17. Jahrhundert erfolgten eine Turmerhöhung und der Anbau einer Kapelle (jetzt Sakristei). 1767 wurde der Innenraum umgestaltet. Schöpfer des Hochaltars ist wahrscheinlich der Bildhauer Matthias Müller († 1688).

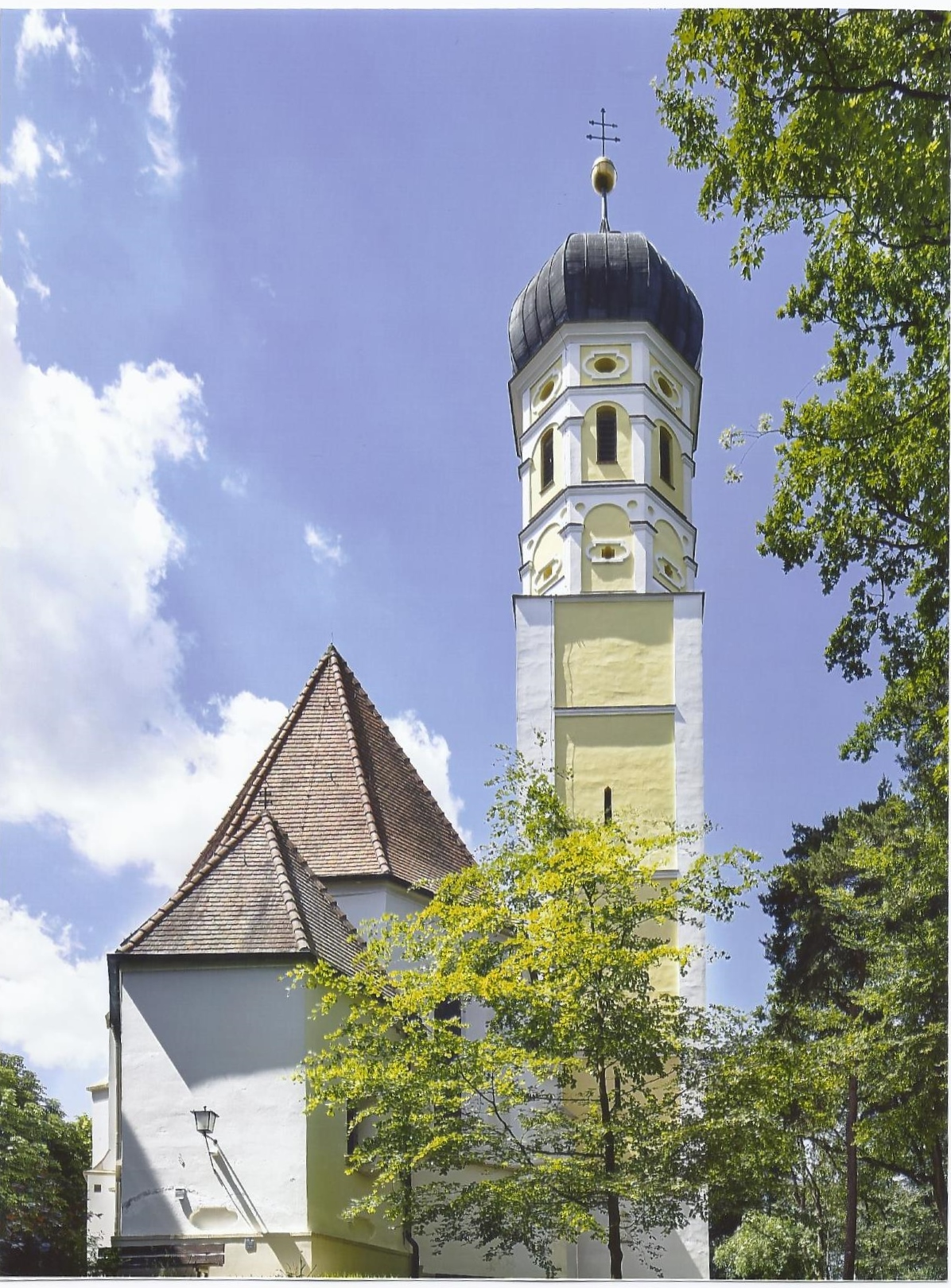
Ansicht von Osten
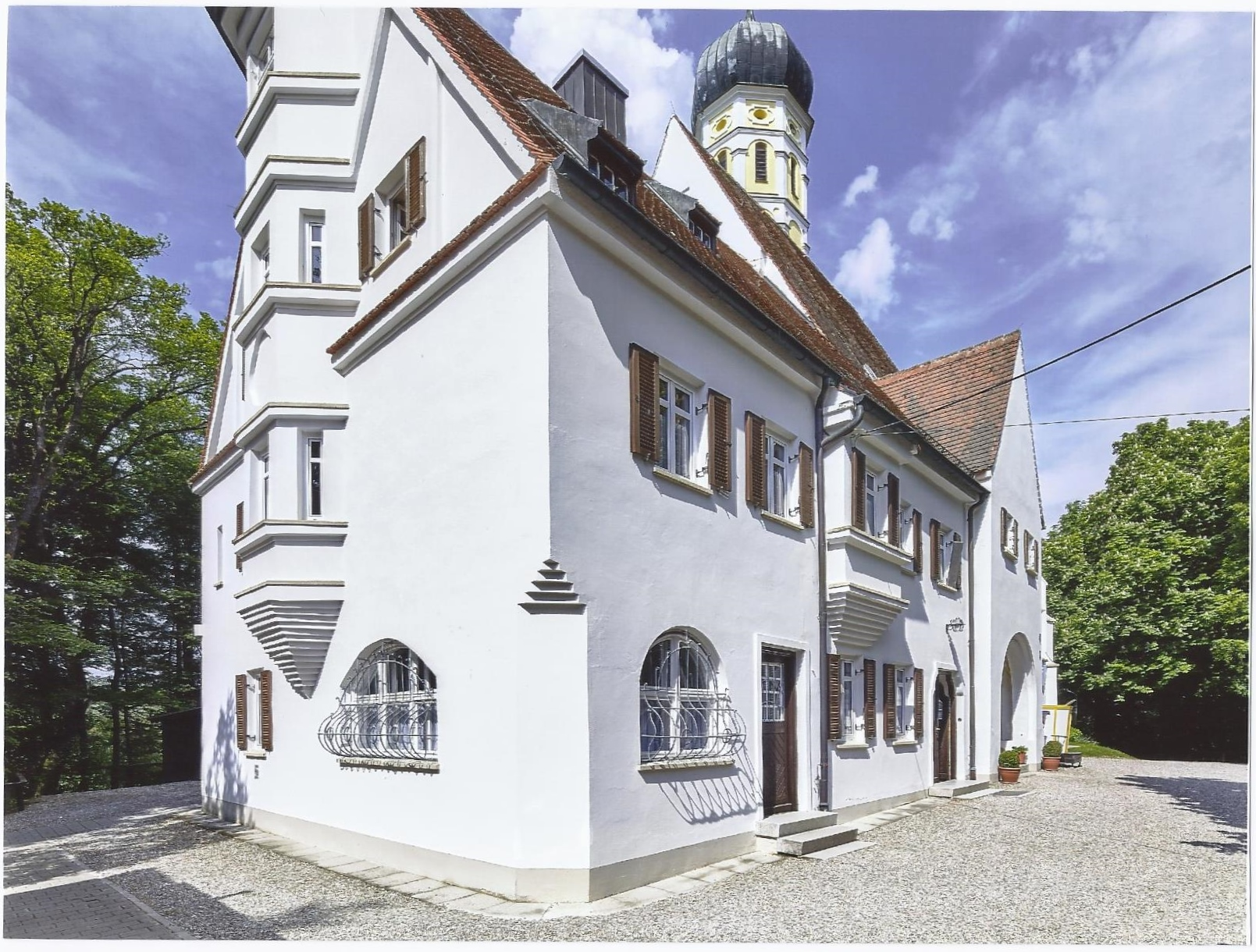
Ansicht von Westen
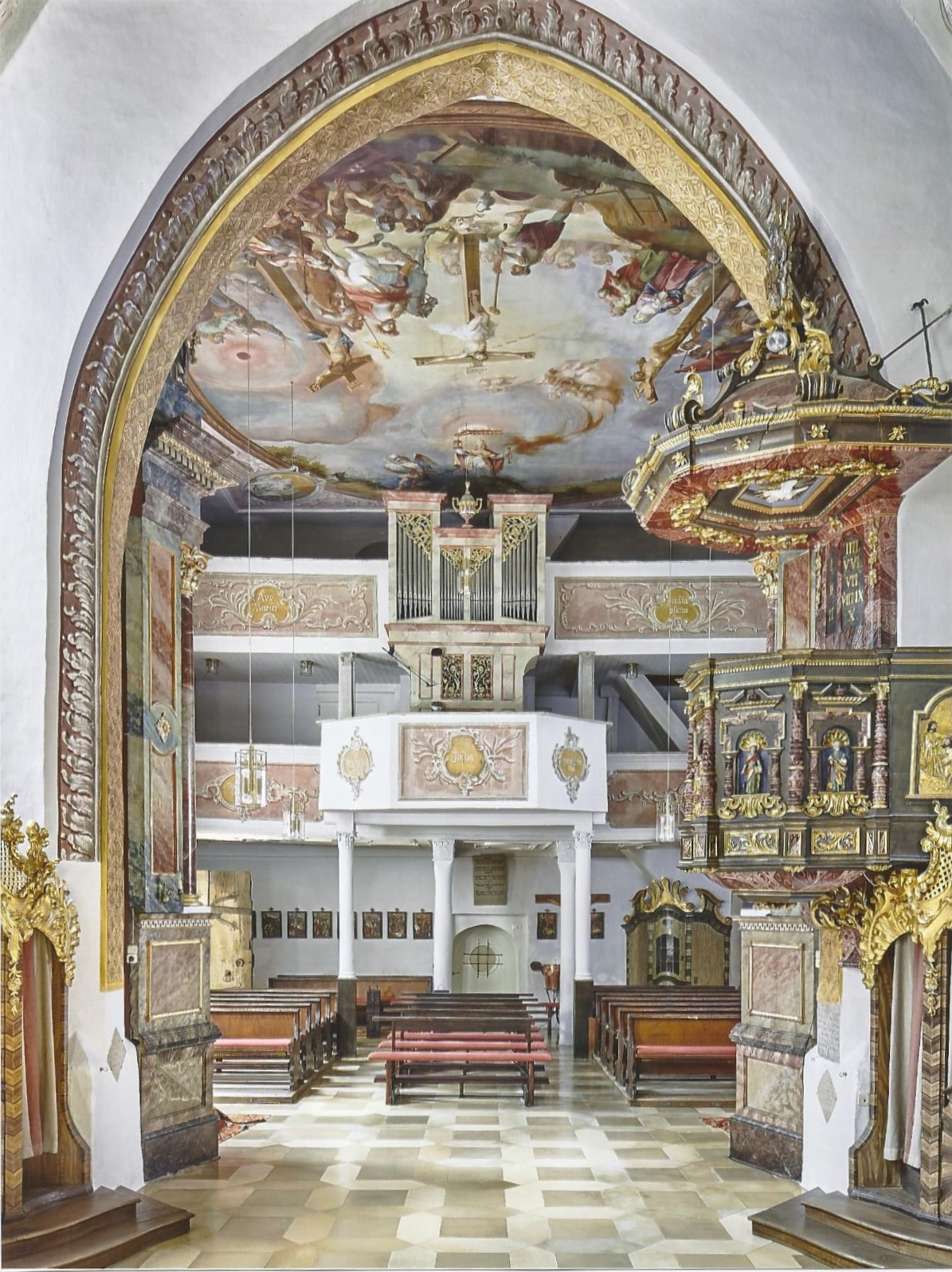
Blick vom Altarraum in das Kirchenschiff

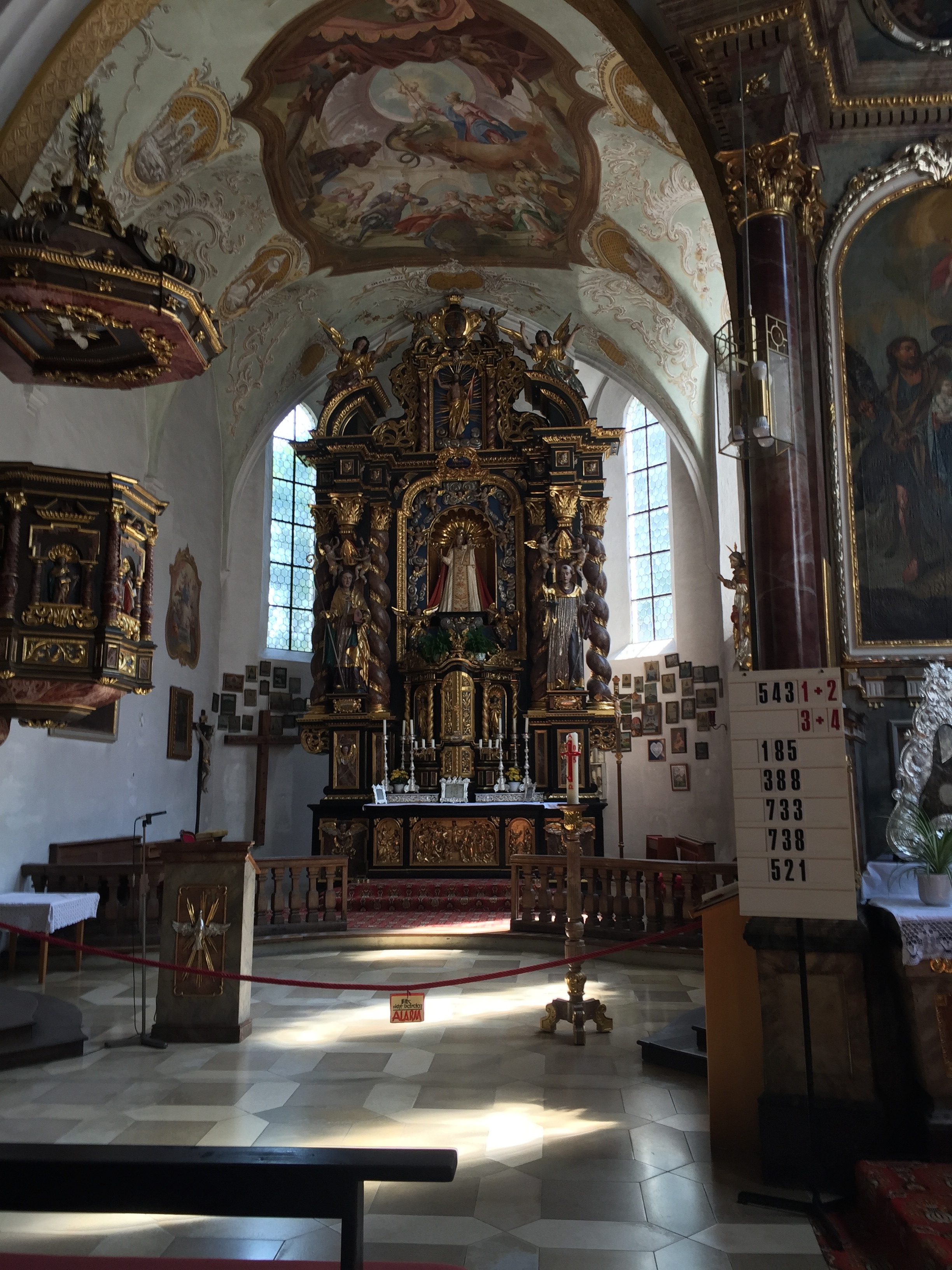
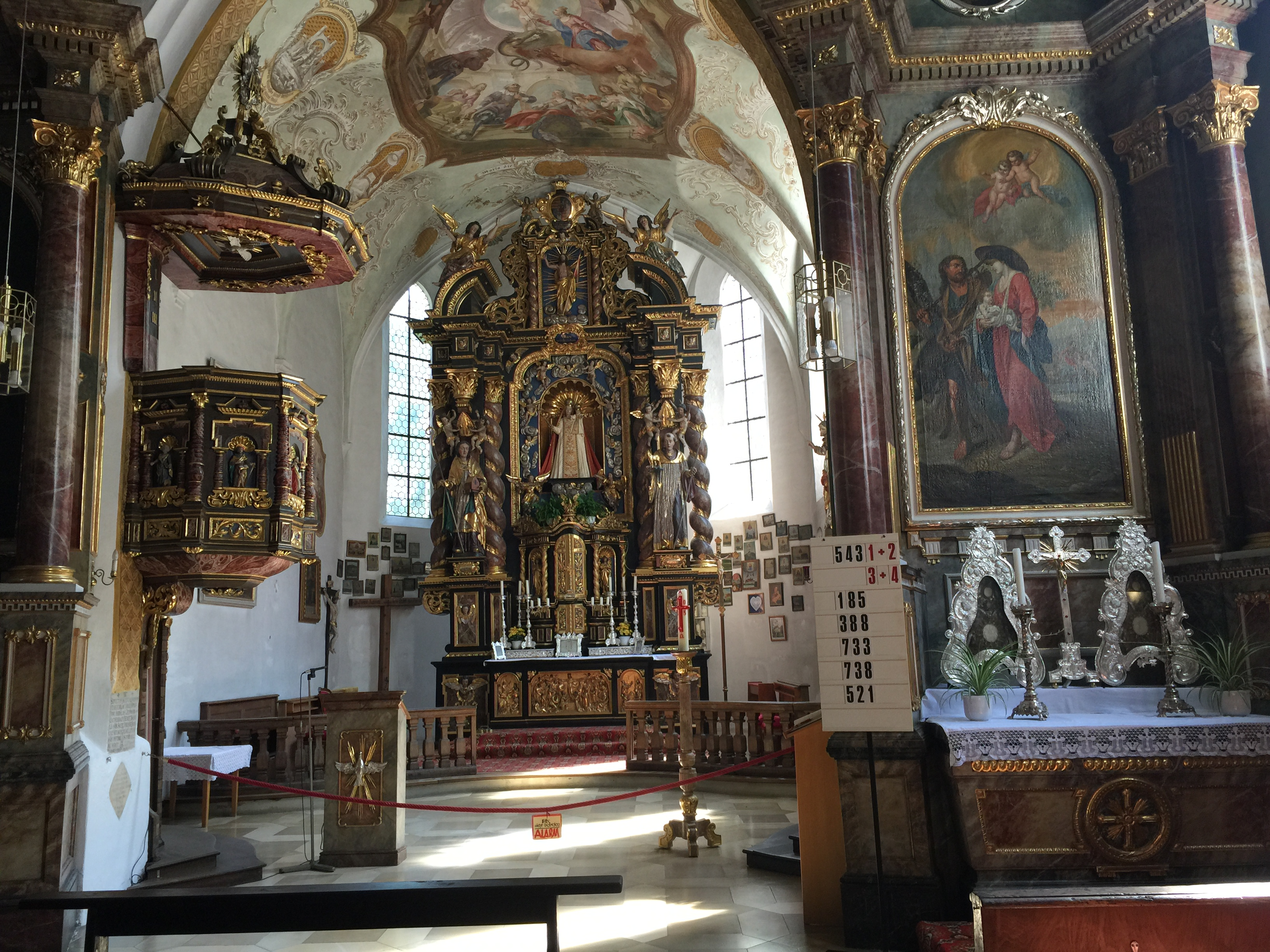

### Fresken (Ikonographie)
Die Fresken stammen vom Fürstbischöflich-Augsburgischen Hofmaler Ignaz Baldauf (1725–1795). Sie sind nicht beliebig angeordnet, sondern sie beziehen sich aufeinander. Die Thematik der Freskobilder eröffnet reiche Perspektiven in die Frömmigkeit des 18. Jahrhunderts.
Wer die Kirche betritt und zur Decke des Kirchenschiffs aufblickt, sieht ein Herzstück des christlichen Glaubens: Jesus Christus stirbt am Kreuz. Durch seinen Tod ermöglicht er das ewige Leben für die Menschen. Auch die beiden Verbrecher, die mit Jesus gekreuzigt wurden, sind abgebildet. Der auf der (vom Betrachter aus) linken Seite Jesu Dargestellte hat nach dem Zeugnis des Lukasevangeliums seine Schuld bereut, und Jesus hat ihm versprochen: „Heute noch wirst Du mit mir im Paradies sein.“ (Lk 23,40-43 ) Der Pilger soll verstehen: Auch wenn er sehr große Schuld auf sich geladen hat, ihm kann vergeben werden. Bei Gott ist er zu Hause. Auf dem Deckenfresko ist der Ausspruch Jesu an den Jünger Johannes zu lesen: „Siehe, deine Mutter.“ (Joh 19,27 ) Damit gab Jesus seine Mutter allen Menschen zur Mutter. Der Betrachter soll verstehen: Auch die Verehrung Marias kann helfen, Jesus, den Erlöser der Welt, kennenzulernen.
Langhaus-Deckenbild: Kreuzigung – Ecclesia
Das ovale Fresko an der Decke des Gemeinderaumes zeigt die Kreuzigung Christi mit vielen Begleitfiguren. Gegenüber dem Gekreuzigten ist eine Personifikation der Kirche sichtbar. Die Zwickelmedaillons zeigen die vier Evangelisten.

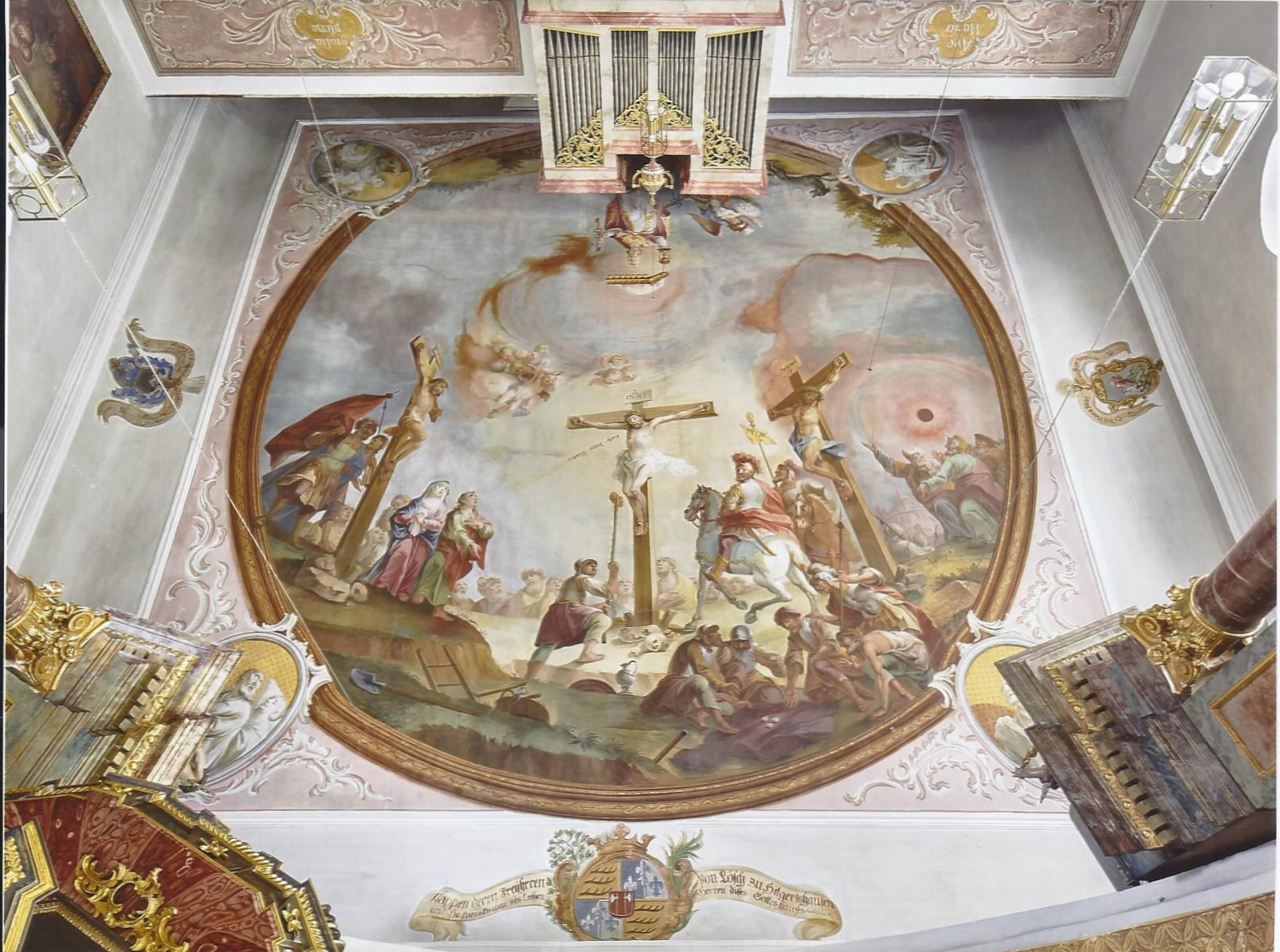

Altarraum-Deckenbild: Maria als Zuflucht der Sünder
Das Thema der Marienverehrung wird auf dem Deckenfresko im Chorraum fortgesetzt: Jesus besiegt mit einem Kreuzstab den Satan in Gestalt einer Schlange. Damit wird gesagt: Jesus hat durch seinen Tod am Kreuz das Böse besiegt. Maria zeigt mit der rechten Hand auf Jesus, ihren Sohn, mit der linken Hand auf die Sünder am unteren Bildrand. Sie ist die Mittlerin, die die Menschen zu Christus führen will.
Unter einer Kuppelöffnung kniet Maria auf einer Wolke, neben ihr steht das Jesuskind als Triumphator und Überwinder des Bösen auf einer Weltkugel. Mit seinem Kreuzstab tötet es den Drachen (Satan), der daraufhin den Apfel der Erbsünde fallen lässt. auf den Stufen im Halbrund sind sieben Figuren gruppiert, die die sieben Todsünden personifizieren. Sie erschienen hier als reuige Sünder im Augenblick der Umkehr und flehen zu Maria als Vermittlerin zwischen ihnen und Jesus um Vergebung: Superbia (Stolz, Eitelkeit), Avaritia (Geiz, Habsucht), Accedia (Faulheit, geistige Trägheit), Gula (Gier, Völlerei), Ira (Zorn), Luxuria (irdische Liebe, Schwelgerei), Invidia (Neid, Missgunst).
In Stichkappen sind Darstellungen typologischer Vorbilder Mariens angeordnet: Bundeslade, Arche Noah, Brennender Dornbusch und Judith.

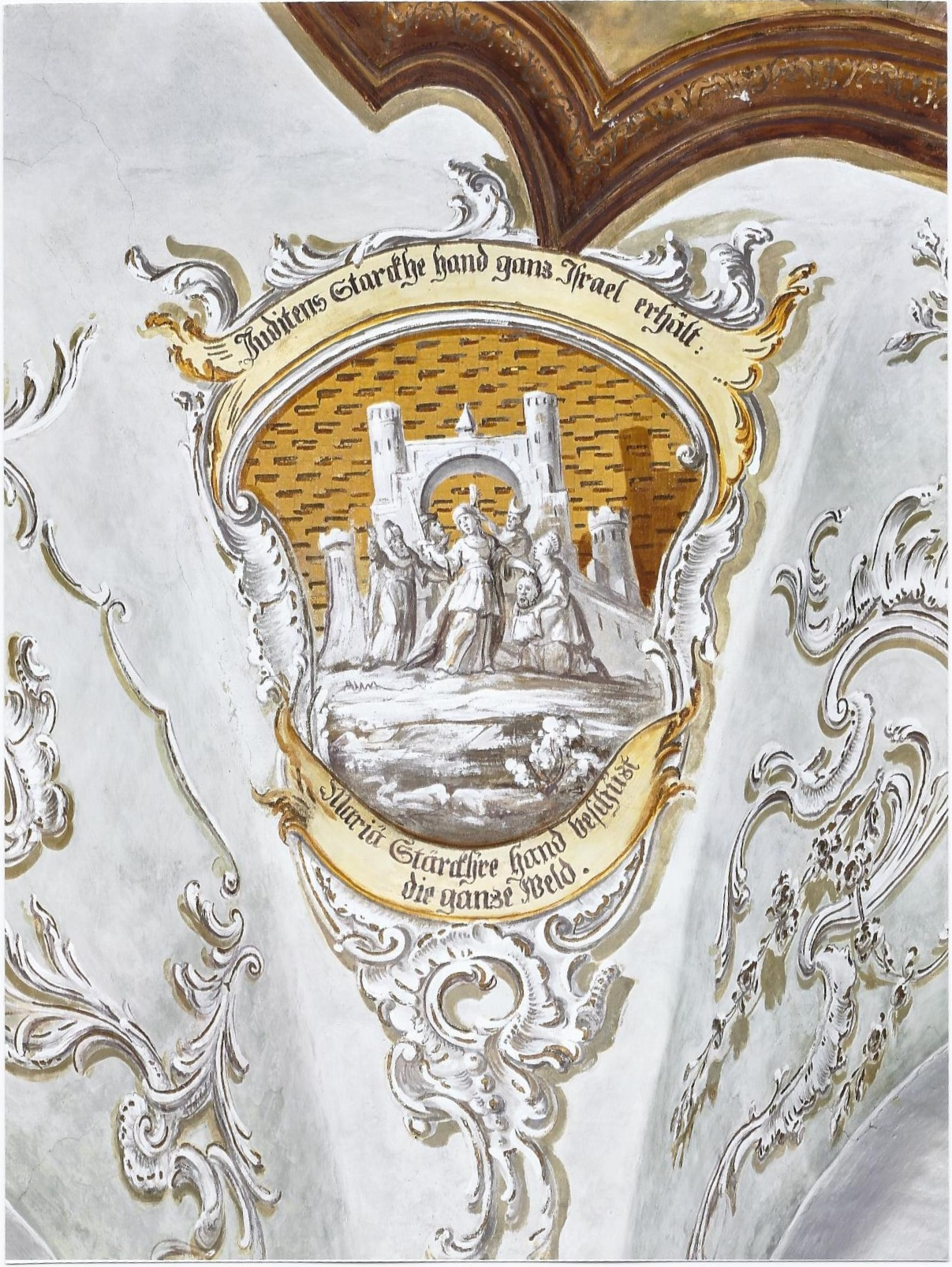
Die Stärke der Judith
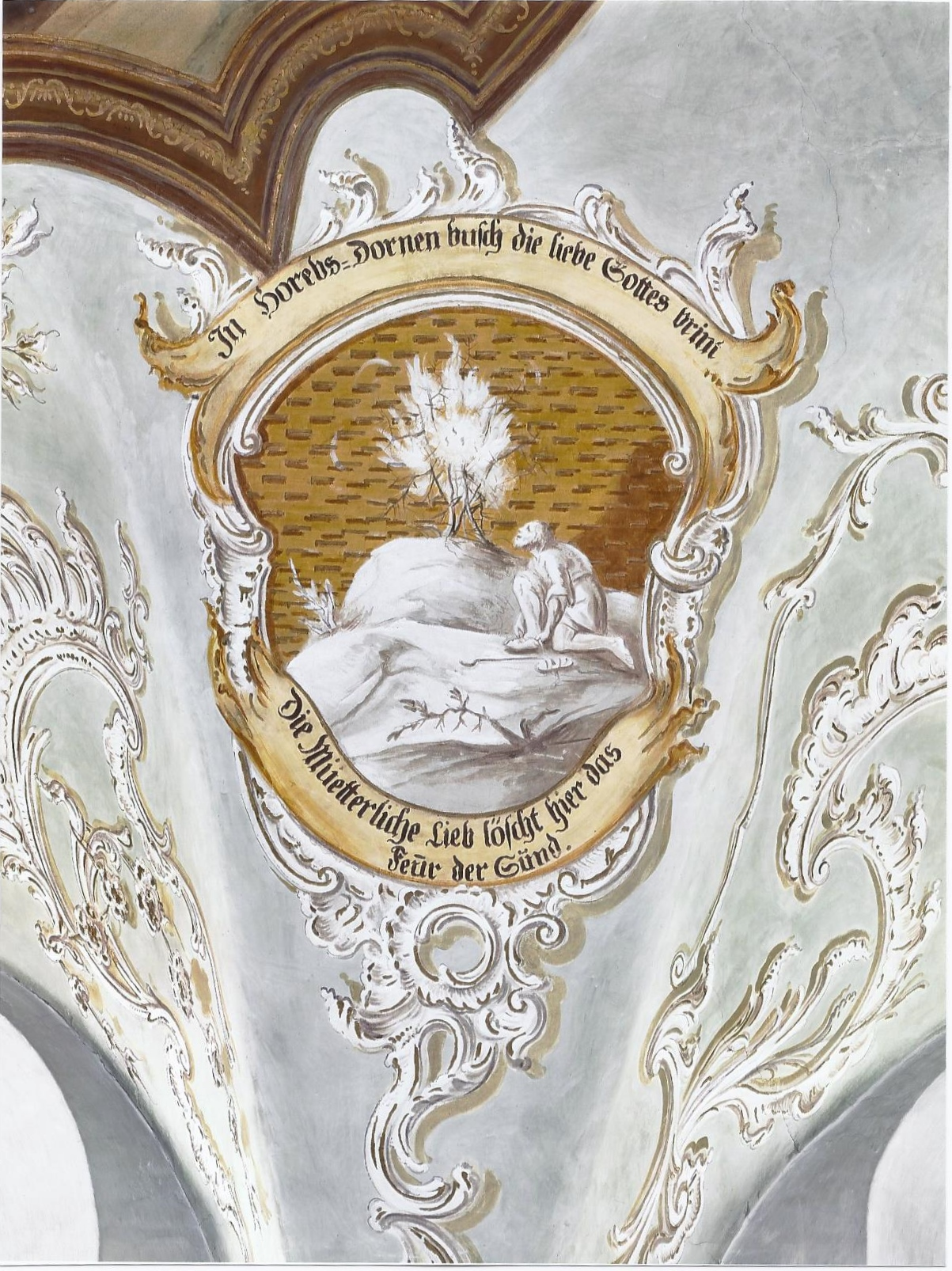
Der brennende Dornbusch

Wer die Kirche verlässt, sieht noch einmal die personifizierte Kirche auf dem Hauptfresko: Wie Maria, so will auch die Kirche den Menschen einen Zugang zu Christus, dem Erlöser, ermöglichen.

### Weitere Kunstwerke im Kirchenschiff

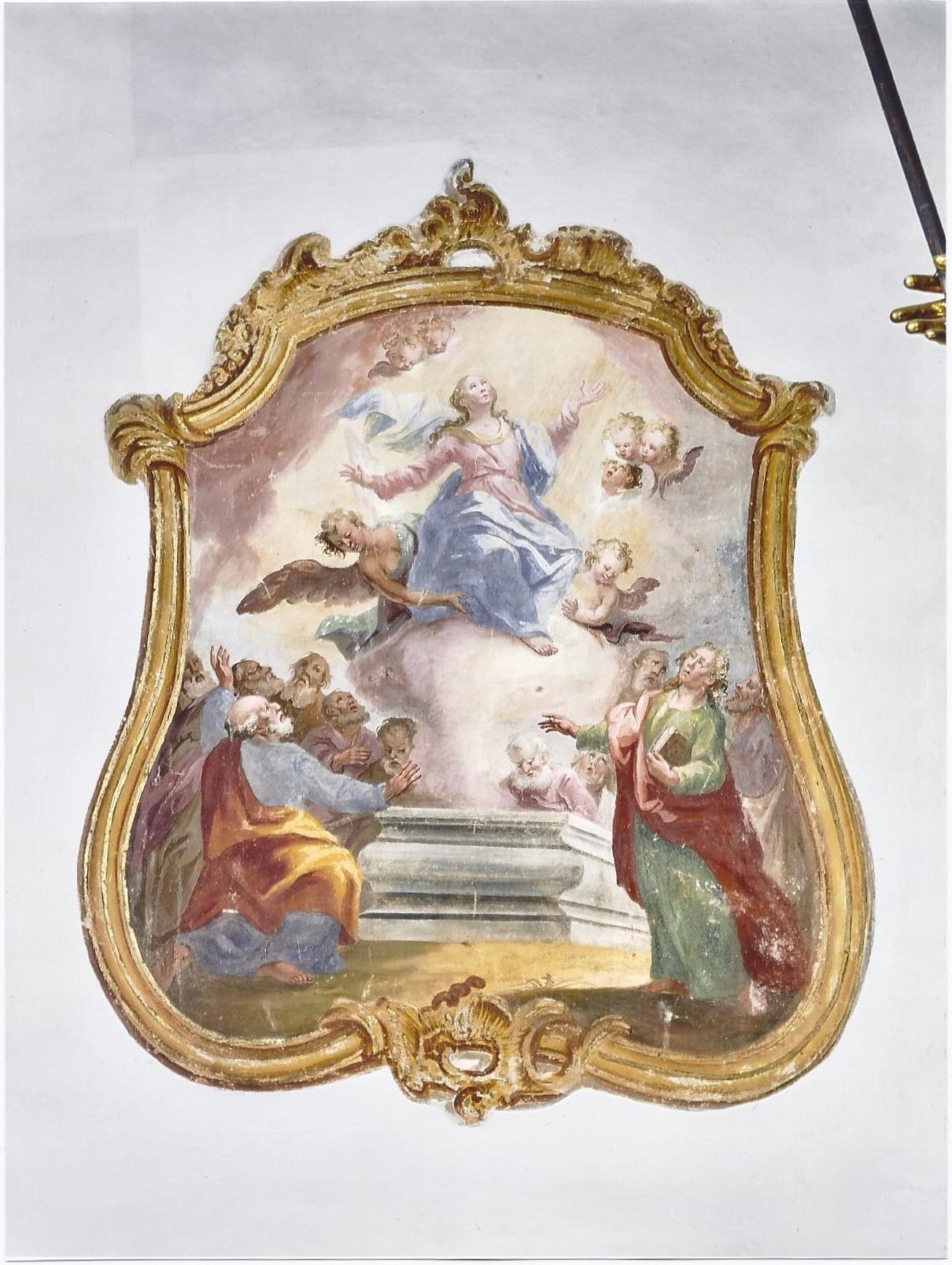
Die Himmelfahrt Mariens
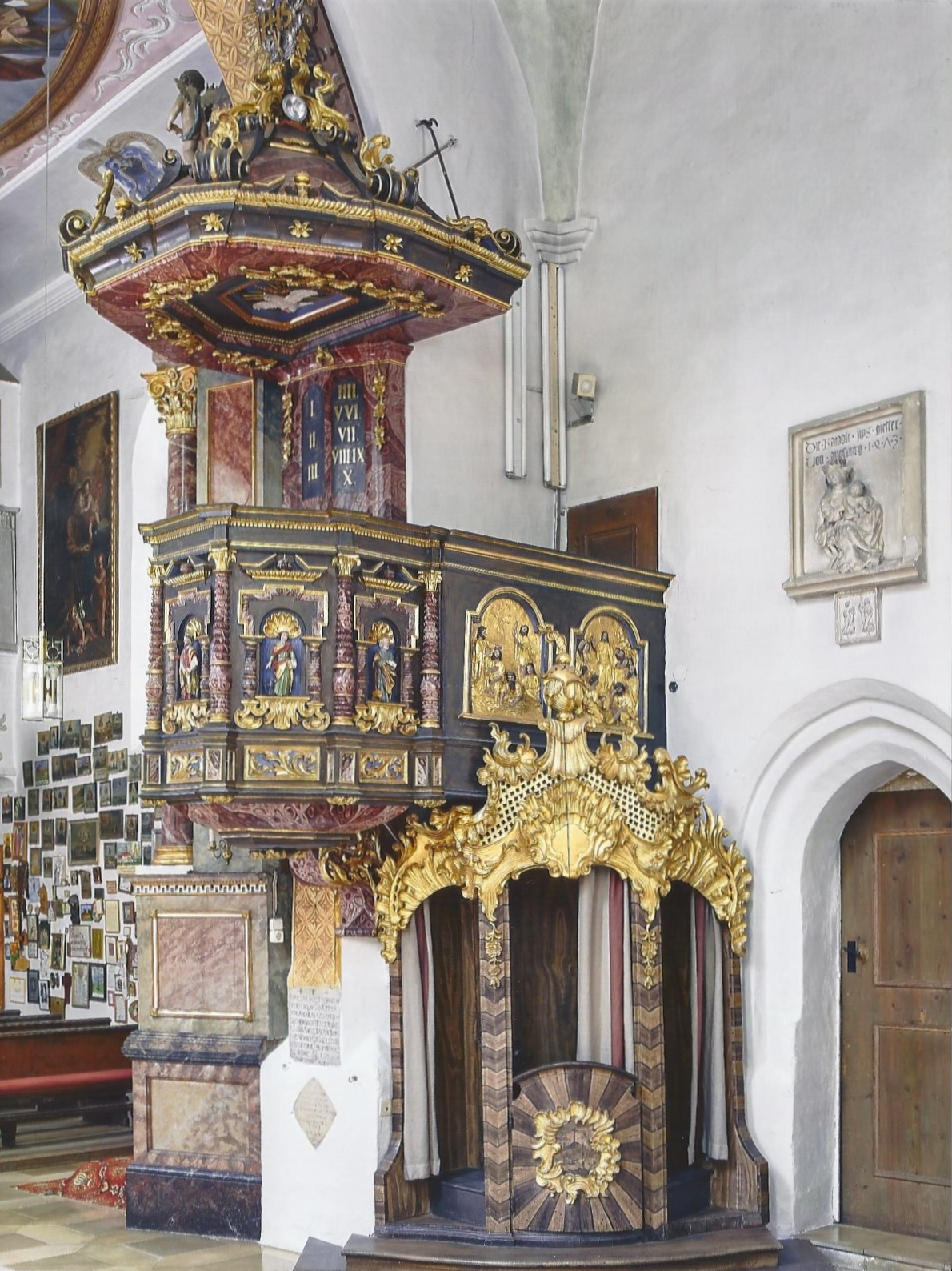
Die Kanzel
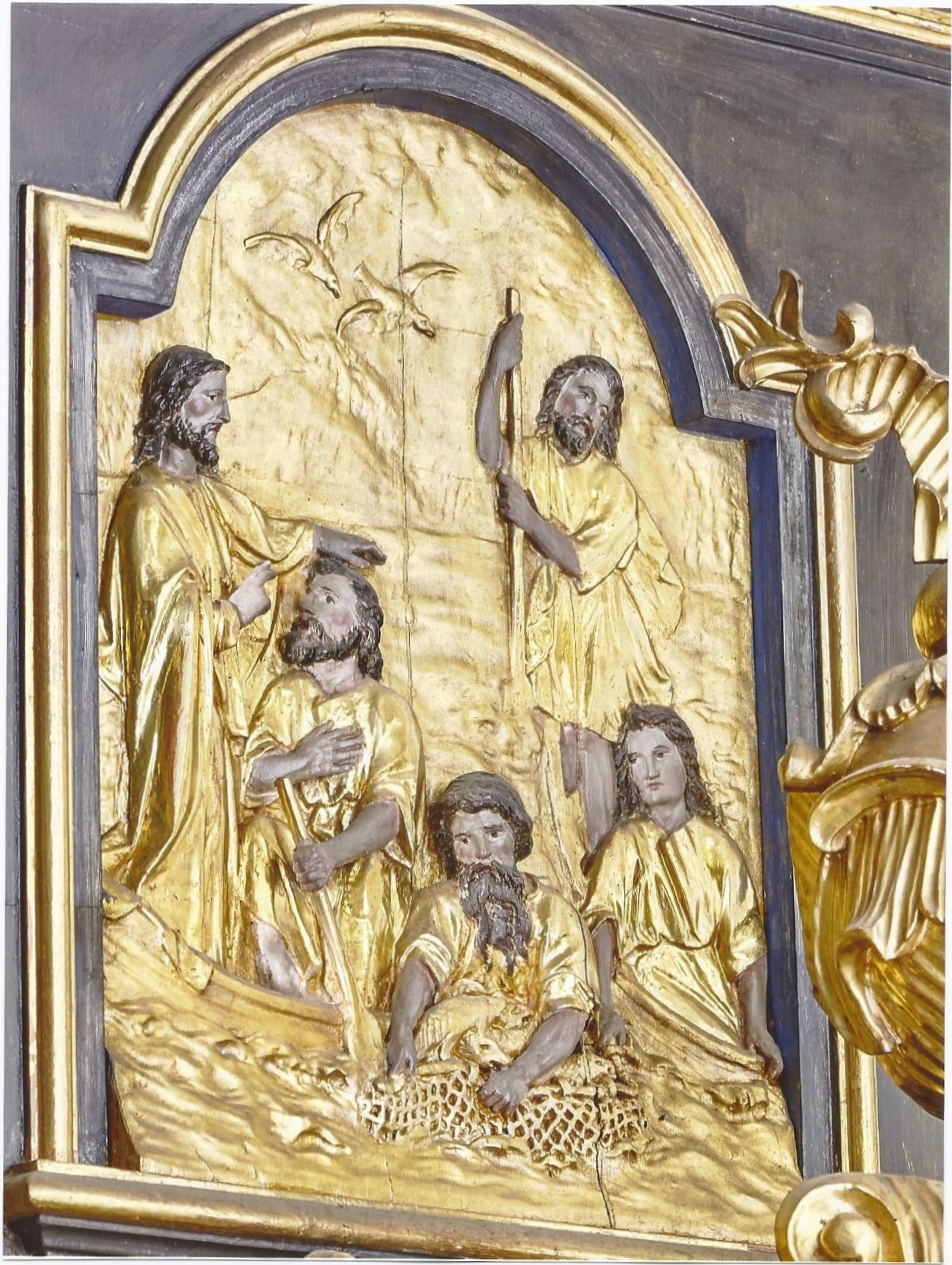
Detail an der Kanzel: Der wunderbare Fischzug Petri
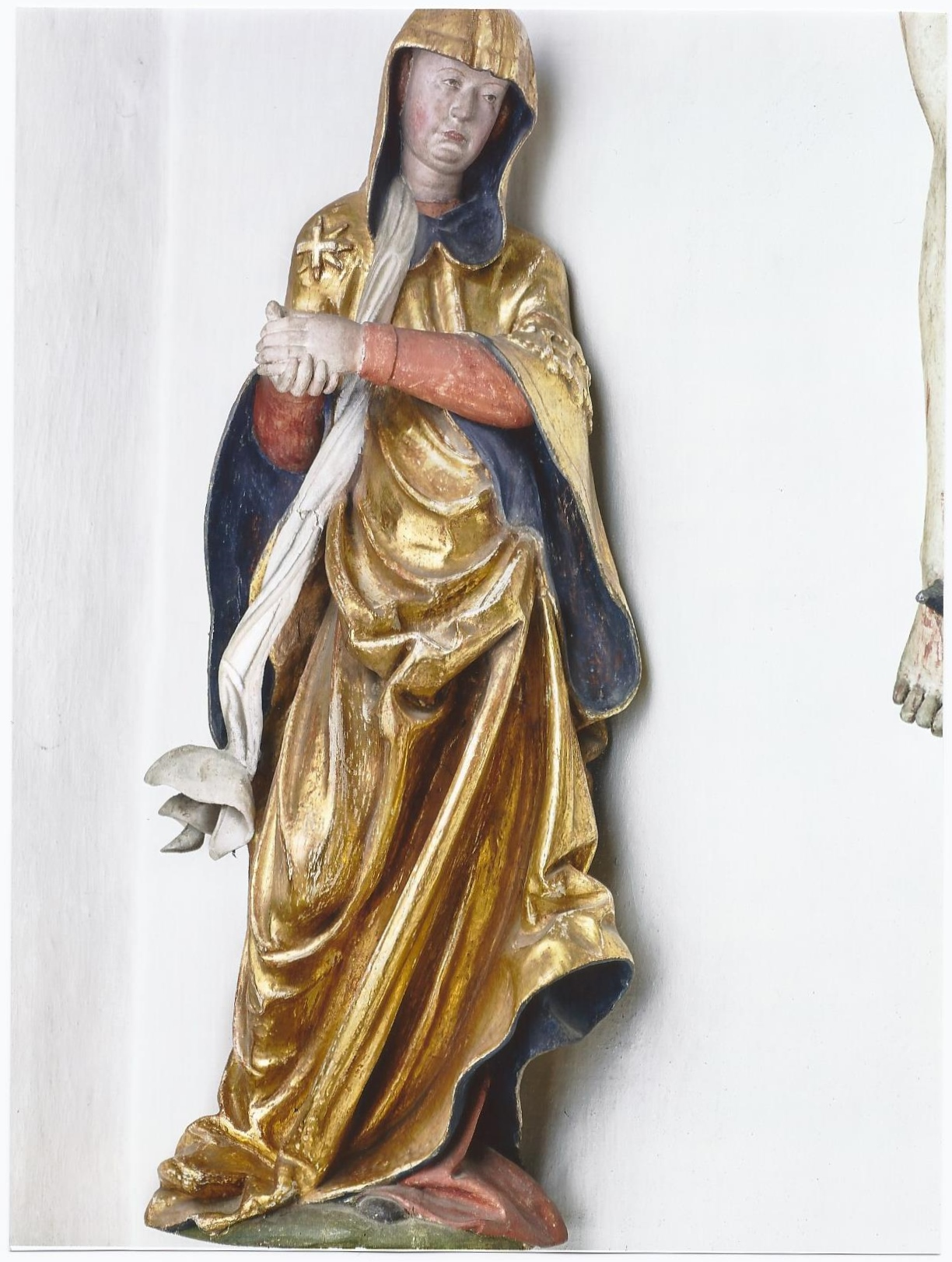
Detail aus der Kreuzigungsgruppe: Maria
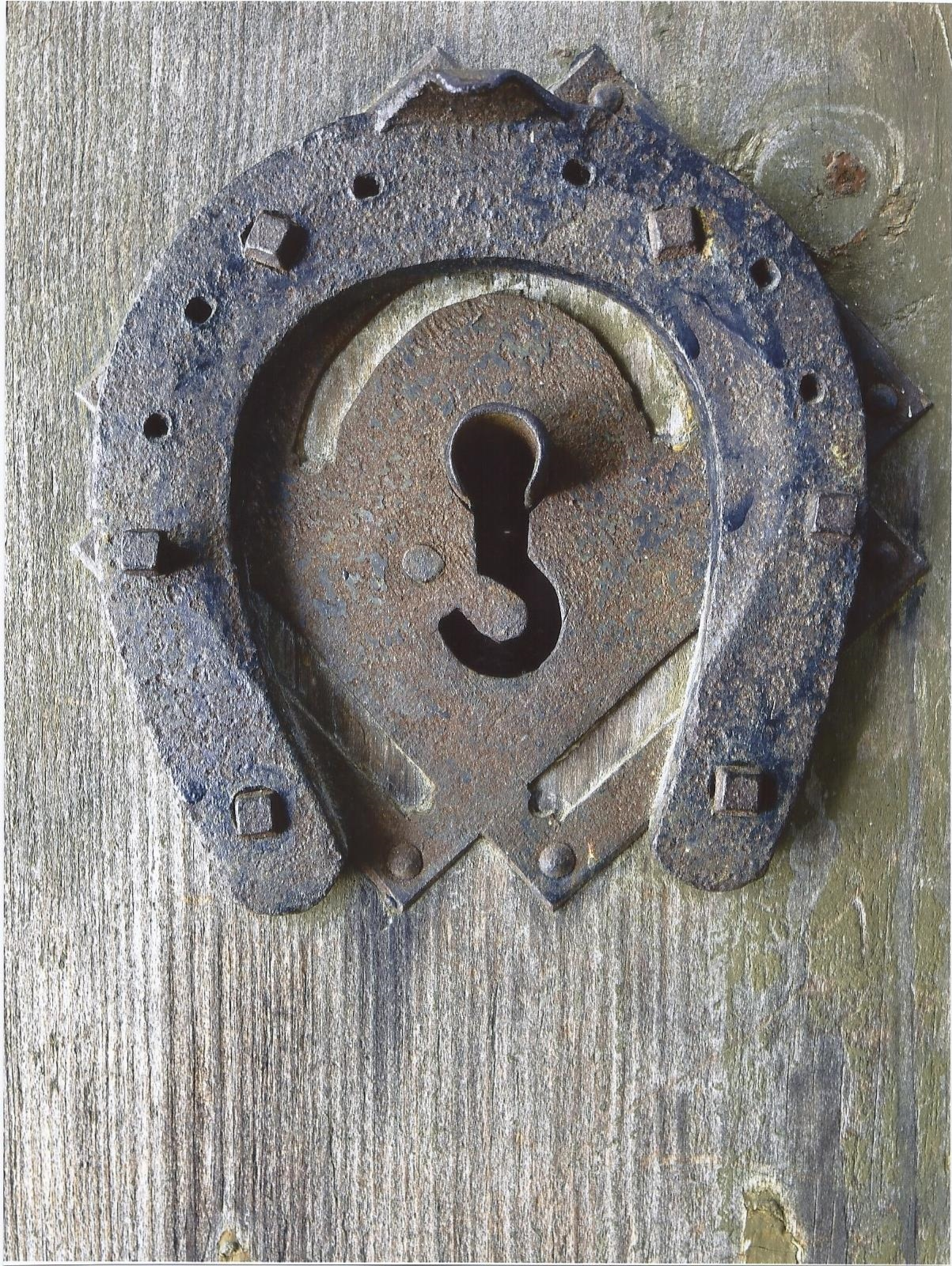
Kirchentürschloß

### Votivtafeln
Die bis heute andauernde Wallfahrtsfrömmigkeit bezeugt sich in zahlreichen Votiv- und Danktäfelchen.

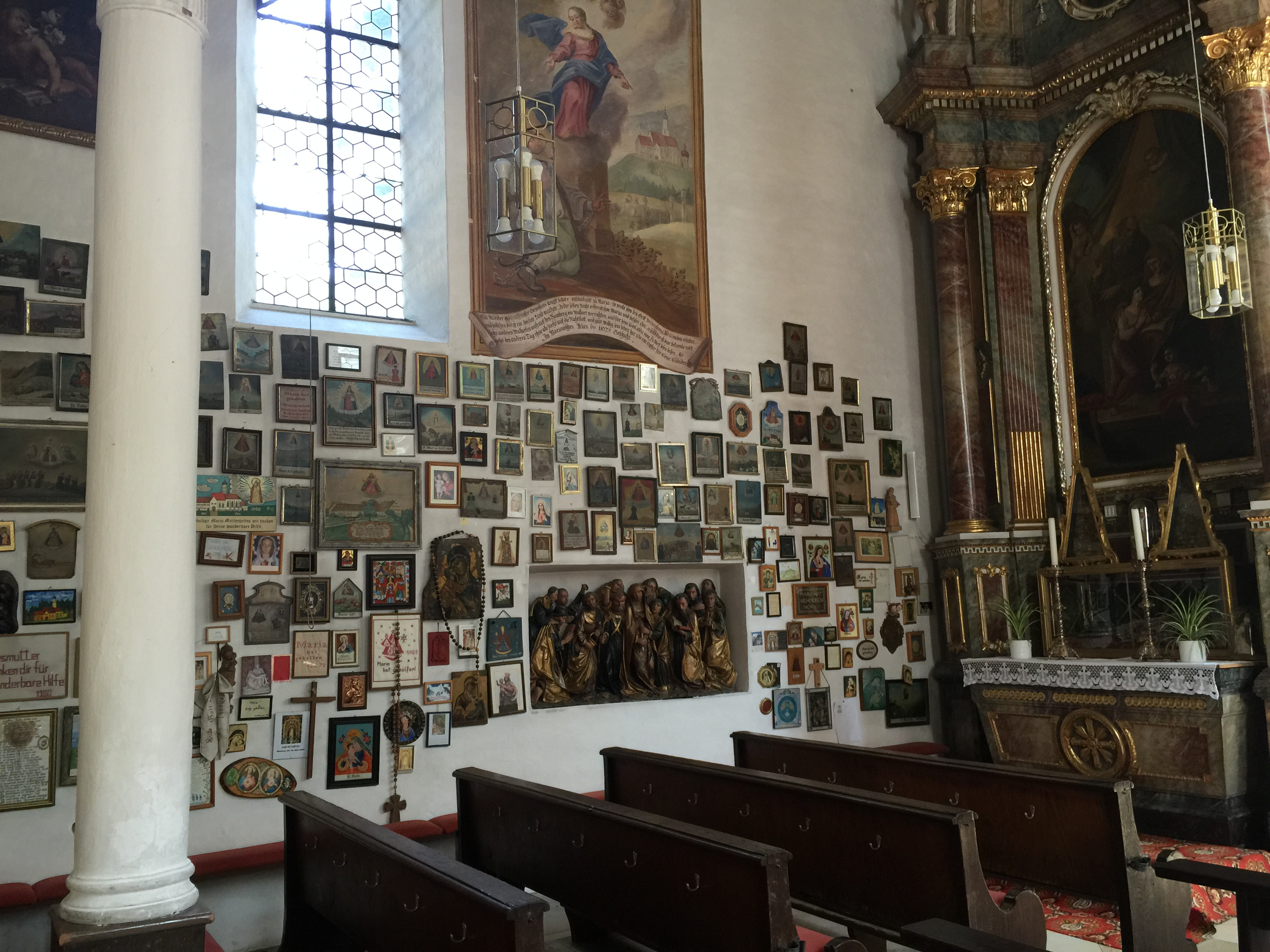

## Weitere Baudenkmäler
- Ehemaliges Benefiziatenhaus, zweigeschossiger Satteldachbau mit Kastenerker, 1910 in Formen des Heimatstils nach Plänen von Heinrich Neu errichtet.
- Durchgangskapelle, 19. Jahrhundert (unterhalb der Kirche).